# Жетиколь
Жетико́ль (каз. Жетікөл) — село у складі Сиримського району Західноказахстанської області Казахстану. Входить до складу Жетикольського сільського округу.
У радянські часи село називалось Шиганколь.
Населення — 169 осіб (2021; 288 у 2009, 389 у 1999, 301 у 1989).